# Karmachatakhchay
Karmachatakhchay (azerbajdzjanska: Gərməçalaqçay) är ett vattendrag i Azerbajdzjan.   Det ligger i kommunen Babek Rayon och distriktet Nachitjevan, i den sydvästra delen av landet, 400 km väster om huvudstaden Baku.
Trakten runt Karmachatakhchay består i huvudsak av gräsmarker. Runt Karmachatakhchay är det ganska glesbefolkat, med 48 invånare per kvadratkilometer.